# Penfold Golf
Penfold Golf Ltd. ist eine britische Sportartikelmarke, die auf das Jahr 1927 zurückgeht. Der Sportartikelproduzent stellt Golfbälle und -handschuhe her. Außerdem werden diverse andere Artikel rund um den Golfsport produziert.
Penfold Golf wurde 1927 von Albert Ernest Penfold (1884–1941) gegründet. die Marke. Eine frühe Anerkennung von Penfolds Fähigkeiten kam, als der feste Gutta-Ball Standard wurde. A. E. Penfold begann seine Karriere in der Silvertown company, wo er in der Entwicklung von Golfbällen beteiligt war. 1919 arbeitete er für Dunlop und designte den bekannten „Maxfli“-Ball. Penfold verließ Dunlop 1927, um seine eigene Firma zu gründen: Golf Ball Developments Ltd, die ihren Sitz in der Bromford Lane, Ward End, Birmingham hatte. In den frühen 1930ern brachte Penfold seinen „Latticed“ auf den Markt, der national und international Erfolg hatte. Penfold brachte eine Wickeltechnik zum Einsatz, die Gummi dehnen und damit eine unerreichte Genauigkeit erreichen konnte.
Am 17. Februar 1941 verschwand A. E. Penfold, nachdem das Frachtschiff Siamese Prince, auf dem er sich befand, vom deutschen U-Boot U 69 vor Irland versenkt worden war. Das Unternehmen produzierte weiter an der Bromford Lane bis in die späten 1990er hinein. Sie erhielt einen Kultstatus durch die Erwähnung in Ian Flemings, James-Bond-Roman James Bond jagt Goldfinger und dessen populärer Verfilmung Goldfinger. Die Produktion wurde nach Südkorea verlegt, während der Firmensitz in Coventry blieb.